# IFTTT
IFTTT（イフト）は、「レシピ」と呼ばれる個人作成もしくは公に共有しているプロフィールを使って数あるWebサービス（Facebook、Evernote、Weather、Dropboxなど）同士で連携することができるWebサービスである。開発したのはリンデン・チベッツで2010年にスタートした。
最近では、GoogleAssistantやamazon alexaなどのAIスピーカー（スマートスピーカー）との連携が進んでいる。

## 概要
「if this then that」というシンプルなコンセプトに基づく「レシピ」を作成し共有することができる。レシピの「this」の部分は「Facebookで写真をタグ付けした時」「Foursquareでチェックした時」といった「きっかけ」になり、「that」の部分は「テキストメッセージの送信」「Facebookでステータスメッセージを作成」といった「行動」になる。ユーザーが使用するサービスで有効にする「きっかけ」と「行動」のコンビネーションがレシピである。Twitter、Foursquare、Flickr、Boxといった61ものサービスに対応した「きっかけ」と「行動」を提供している。2012年6月、ベルキンのBelkin WeMoを使いレシピで現実の世界とやり取りできるようになった。またYahoo! Pipesといった他のサービスと組み合わせることで数あるソースからのコンテンツを容易に閲覧する手の込んだシステムを構築することができる。